# 남양주시의 향토유적
남양주시의 향토유적은  다음 각호에 해당하는 것을 말한다.
1. 문화재보호법 및 건조물법에 의거 문화재 및 건조물로 지정되지 아니한 것으로서 향토의 역사, 예술상 가치가 있는 것과 이에 준하는 고고자료
2. 향후 문화재로서 보존가치가 있을 것으로 기대되는 유적
3. 향토문화, 토속, 풍속을 연구하는데 필요한 자료

## 지정 목록
| 번호 | 그림 | 명칭                                      | 소재지                                  | 소유자 관리자            | 지정·해제일자                                                                 | 비고 |
| ---- | ---- | ----------------------------------------- | --------------------------------------- | ------------------------ | ----------------------------------------------------------------------------- | ---- |
| 1호  |      | 묘적사 팔각칠층석탑 (妙寂寺 八角七層石塔) | 남양주시 와부읍 월문리                  | 묘적사                   | 1986년 4월 10일 지정, 2013년 11월 12일 해제, 경기도 유형문화재 제279호로 승격 |      |
| 2호  |      | 김육선생묘                                | 남양주시 삼패동 산29-1                  | 청풍김씨 문의공파        | 1986년 4월 10일 지정, 2001년 9월 17일 해제, 경기도 기념물 제177호로 승격      |      |
| 3호  |      | 이보묘                                    | 남양주시 남양주시 화도읍 녹촌로64번길 4 | 전주이씨능원대군파종중   | 1986년 4월 10일 지정, 2002년 9월 16일 해제, 경기도 문화재자료 제115호로 승격  |      |
| 4호  |      | 의안대군 사당                             | 남양주시 평내동 151-4 의안대군사당      | 전주이씨 의안대군파 종회 | 1986년 4월 10일 지정                                                          |      |
| 5호  |      | 윤천뢰 묘역 및 신도비                     | 남양주시 별내동 산58-1                  | 파평윤씨 종중            | 2004년 12월 24일 지정                                                         |      |
| 6호  |      | 이춘원 선생 묘역 및 신도비                | 남양주시 화도읍 금남리 769              | 함평이씨 구완공파 종친회 | 2009년 8월 13일 지정                                                          |      |
| 7호  |      | 남선 선생 묘 및 신도비                    | 남양주시 별내면 청학리 산77             | 의령남씨 종중            | 1986년 4월 10일 지정                                                          |      |
| 8호  |      | 조말생 신도비                             | 남양주시 수석동 61-1                    | 양주조씨 종중            | 1990년 11월 2일 지정                                                          |      |
| 9호  |      | 기계유씨 묘역 및 신도비                   | 남양주시 화도읍 차산리 775-4            | (재)부운장학회           | 2011년 1월 11일 지정                                                          |      |
| 10호 |      | 전주류씨 묘역                             | 남양주시 별내동 산210-1                 | 전주류씨 전릉부원군 종중 | 2011년 12월 15일 지정                                                         |      |
| 11호 |      | 남구 묘역                                 | 남양주시 별내동 1062                    | 의령남씨 간성공 종중     | 2013년 1월 24일 지정                                                          |      |
| 12호 |      | 견성군 이돈 묘역 (甄城君 李惇 墓域)       | 남양주시 별내동 산152-1                 | 전주이씨 견성군파 종회   | 2014년 9월 30일 지정                                                          |      |

## 참고 문헌
- 남양주시 홈페이지 - 고시/공고